# Allardia
Allardia es un género de plantas fanerógamas perteneciente a la familia Asteraceae, nativo del Sur de Asia.

## Taxonomía
El género fue descrito por Joseph Decaisne y publicado en Voyage dans l'Inde 4(Bot.): 87. 1836. La especie tipo es Allardia tomentosa Decne.
El taxón comprende dos especies, 

## Especies aceptadas
A continuación se brinda un listado de las especies del género Allardia aceptadas hasta noviembre de 2013, ordenadas alfabéticamente. Para cada una se indica el nombre binomial seguido del autor, abreviado según las convenciones y usos.
- Allardia lasiocarpa (G.X.Fu) K.Bremer & Humphries
- Allardia transalaica (Tzvelev) K.Bremer & Humphries.